# Joshua Weilerstein

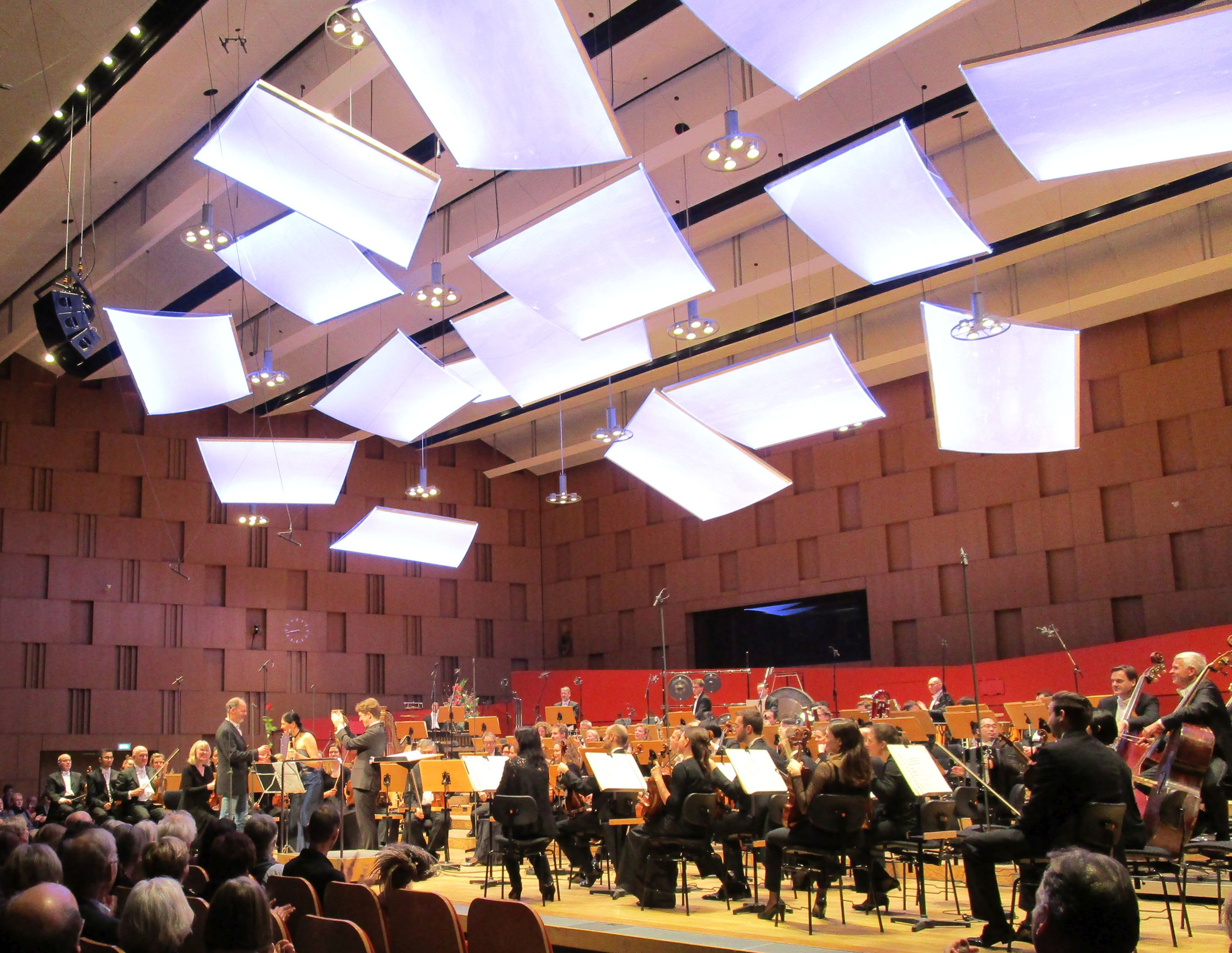
Joshua Weilerstein (vor dem Orchester mit dunklem Anzug) bei einem Konzert mit der NDR Radiophilharmonie, der Klarinettistin Sharon Kam und dem Komponisten Thorsten Encke in Hannover

Joshua Weilerstein (* 1987 in Rochester (New York)) ist ein US-amerikanischer Violinist und Dirigent. Er ist Künstlerischer Direktor des Orchestre de Chambre de Lausanne und stellvertretender Leiter des New York Philharmonic Orchestra.

## Leben
Weilersteins Eltern sind der Erste Geiger des „Cleveland Quartet“ Donald Weilerstein und die Pianistin Vivian Hornik Weilerstein. Seine Schwester ist die 1982 geborene Cellistin Alisa Weilerstein. Joshua Weilerstein studierte bei Hugh Wolff Orchesterleitung am New England Conservatory of Music in Boston und bei Lucy Chapman Geigenspiel. 2011 erlangte er den Master of Music. Weilerstein besuchte Meisterkurse unter anderem bei David Zinman beim Aspen Music Festival. 
2007 wurde Weilerstein von Gustavo Dudamel eingeladen als Erstes nicht venezolanisches Gastmitglied bei dem Orquesta Sinfónica de la Juventud Venezolana Simón Bolívar bei einer Tour durch Amerika als ein Erster Geiger zu spielen. 
2009 gab er sein Debüt als Dirigent bei den Göteborger Symphonikern. 2010 dirigierte er erstmals das Orquesta Sinfónica de la Juventud Venezolana Simón Bolívar, wobei seine Schwester Alisa Weilerstein als Solistin Violoncello spielte.
Joshua Weilerstein wurde 2011 gemeinsam mit Case Scaglione als stellvertretender Leiter an das New York Philharmonic Orchestra berufen. Er ist aktuell künstlerischer Leiter und Dirigent des Kammerorchesters Lausanne.
Weilerstein ist Autor und Sprecher des Podcasts "Sticky Notes: The Classical Music Podcast".

## Auszeichnungen
- 2009 gewann er sowohl den ersten Preis und den Publikumspreis des Nikolai-Malko-Wettbewerb
- 2012 wurde er mit dem Career Assistance Award der The Solti Foundation U.S. geehrt